# Paul Potts
Paul Potts, född 12 oktober 1970 i Bristol, är en brittisk sångare som upptäcktes när han vann det brittiska TV-programmet Britain's Got Talent 2007. Han jobbade tidigare som mobiltelefonförsäljare och har blivit särskilt uppmärksammad för sin version av Puccinis "Nessun dorma", som han även framförde i tävlingen. Den 12 september 2007 gav han ut sitt första album, One Chance.
1 juni 2009 släpptes Potts andra album Passione med bland annat en duett med Hayley Westenra.

## Diskografi

### Album
- 2007 One Chance
  - #1 (Storbritannien, Irland, Sydkorea, Norge, Danmark, Sverige, Hongkong, Nya Zeeland, Australien, Kanada, Colombia, Mexiko, Tyskland)

- 2008 One Chance (Deluxe Edition)
- 2009 Passione
- 2010 Cinema Paradiso
- 2013 The Greatest Hits

### Singlar
- 2007 "Nessun Dorma"
  - #100 (Storbritannien), #2 (Taiwan)

## Förmögenhet
- Hade i maj 2009 en samlad förmögenhet på 5 miljoner brittiska pund. [2]